# Бискайсаку, Хавьер
Хавьер Бискайсаку Васкес (исп. Xavier Biscayzacú Vázquez; род. 28 марта 2005, Веракрус, Веракрус) — мексиканский футболист, полузащитник клуба «Дефенсор Спортинг».

## Клубная карьера
Бискайсаку — воспитанник уругвайского клуба «Дефенсор Спортинг».

## Международная карьера
В 2024 году в составе молодёжной сборной Мексики Бискайсаку выиграл домашний молодёжный Кубок КОНКАКАФ. На турнире он сыграл в матчах против команд Гаити, Гватемалы, Панамы и Кубы. В поединке против гаитян Хавьер забил гол.

## Достижения
Международные
 Мексика (до 20)
- Победитель молодёжного чемпионата КОНКАКАФ — 2024